# Sufers
Sufers é uma comuna da Suíça, no Cantão Grisões, com cerca de 143 habitantes. Estende-se por uma área de 34,56 km², de densidade populacional de 4 hab/km². Confina com as seguintes comunas: Andeer, Ausserferrera, Casti-Wergenstein, Innerferrera, Madesimo (IT - SO), Safien, Splügen.
A língua oficial nesta comuna é o Alemão.